# Roboré
Roboré es una ciudad y municipio de Bolivia, ubicado en la provincia Chiquitos del departamento de Santa Cruz, distante a 410 km de la ciudad de Santa Cruz de la Sierra. La principal vía de acceso es el ferrocarril Santa Cruz - Puerto Suárez que atraviesa el municipio de este a oeste y que forma parte del Corredor Ferroviario Bioceánico Central. También pasa por Roboré la carretera Santa Cruz - Puerto Suárez, que forma parte de la Ruta 4.
El pueblo fue creado por el Ángel Sandóval Peña en 1916 como población nexo entre las localidades de San José de Chiquitos y Puerto Suárez. Su fecha cívica es el 25 de octubre en honor al patrono de la ciudad Cristo Rey.

## Toponimia
El nombre Roboré deriva del vocablo indígena Chovoré, que significa Piedra Redonda, aunque algunos historiadores opinan que el nombre proviene del vocablo Chovoreca, que significa Casa del Diablo.

## Historia
La zona del actual municipio de Roboré fue habitada por humanos desde entre 1.000 a 1.500 años a. C.. Posteriormente, de acuerdo a los registros de los primeros padres jesuitas que llegaron a la región de la Chiquitania, dan cuenta que la zona era habitada por grupos indígenas como los boros, taos, otuques, imonos, coypotorades y otros.

## Época republicana
Robore nació como una pascana (palabra de origen quechua que significa etapa o parada en un viaje) que poco a poco se fue haciendo popular como punto de descanso en la transitada ruta de San José de Chiquitos a Puerto Suárez, en las tierras bajas de Bolivia.
Fue el 25 de octubre de 1916, festividad de Cristo Rey, hoy patrón de Roboré, cuando Ángel Sandoval Peña estableció en ese punto, junto al río Roboré, un núcleo de colonización y una base de aprovisionamiento civil y militar que años más tarde pasaría a convertirse en Villa Castelnau, en honor al explorador francés Francis de Laporte de Castelnau que estuvo en Bolivia en 1843.
Mediante la ley 1496, durante el gobierno de Gonzalo Sánchez de Lozada, Roboré fue elevada a categoría de ciudad el 4 de octubre de 1993.

## Geografía
El municipio de Roboré ocupa el tercio más oriental de la provincia Chiquitos, en el centro del departamento de Santa Cruz. Limita al norte con el municipio de San Matías en la provincia Ángel Sandóval, al este con el municipio de El Carmen Rivero Tórrez en la provincia Germán Busch, al sur con el municipio de Charagua en la provincia Cordillera, y al oeste con el municipio de San José de Chiquitos.
La zona se caracteriza por las Serranías Chiquitanas, específicamente por las de Santiago y el Cerro Chochís que son altas y macizas con escarpe fuerte al norte y laderas suaves al sur con terrazas onduladas.
Los principales ríos son el Tucavaca y San Rafael. Uno de sus ríos más atractivos es el río Aguas Calientes, debido a sus aguas termales que son frecuentemente visitadas por turistas.
A tres kilómetros al sur de la localidad de Roboré se encuentra la laguna Sucuará, que fue declarada como una Reserva de Vida Silvestre municipal.  Más al sur se encuentra el enorme Parque nacional y área natural de manejo integrado Kaa Iya del Gran Chaco.

## Clima
El clima de Roboré puede ser clasificado como clima tropical de sabana (Aw), de acuerdo con la clasificación climática de Köppen. Cuenta con una temperatura promedio anual de 26 °C con máximas de hasta 41 °C.

## Demografía

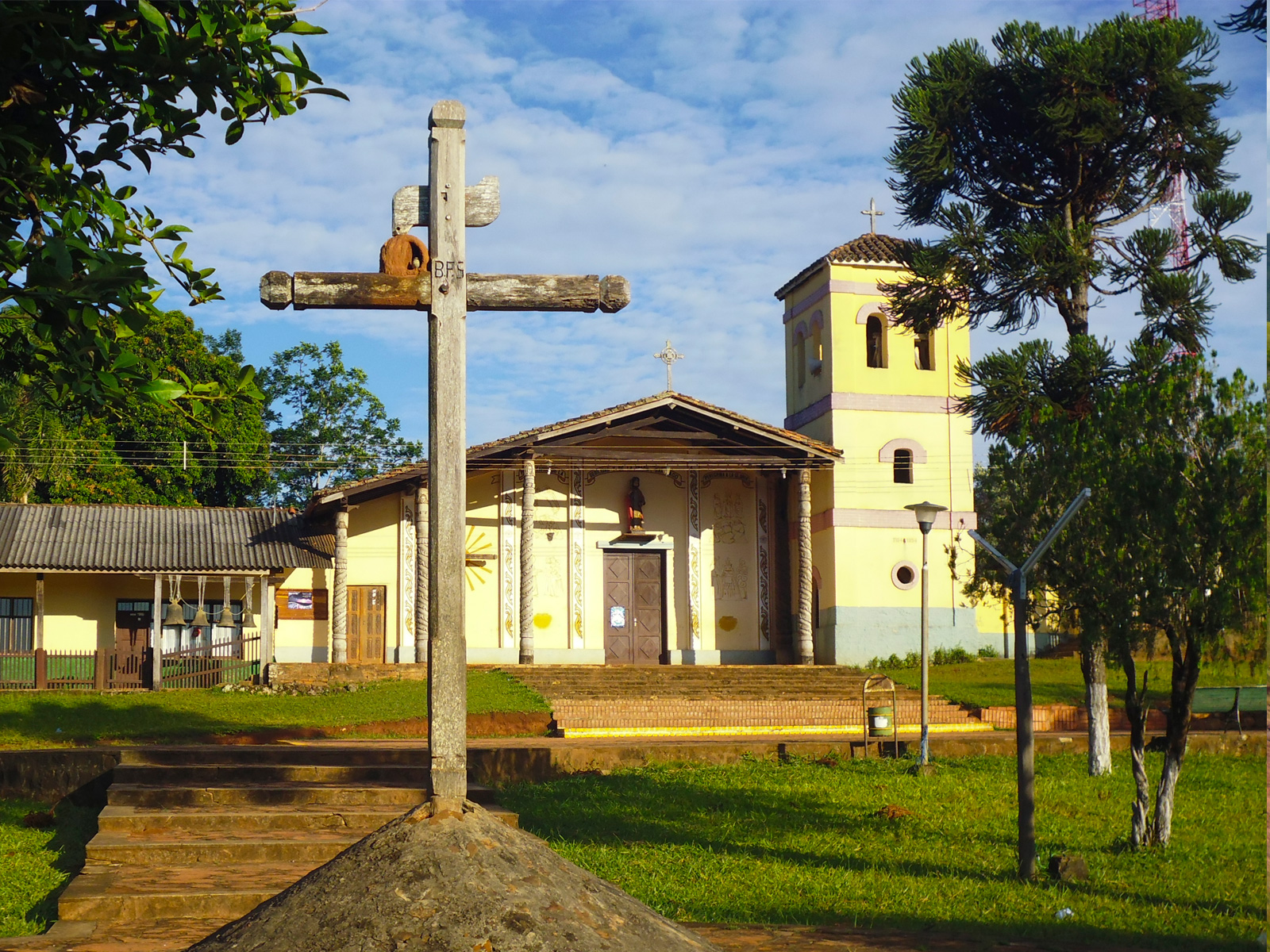
Plaza principal de Santiago de Chiquitos.

De acuerdo con el censo boliviano de 2024, la población del municipio de Roboré es de 18 701 habitantes.
La población del municipio se mantuvo prácticamente sin cambios entre 1992 y 2012 y luego aumentó alrededor de un veinte por ciento en 2024. La población de la ciudad casi se duplicó en la década de 1980, pero se ha mantenido casi sin cambios desde entonces.
| Año  | Habitantes (municipio) | Habitantes (ciudad) | Fuente                  |
| ---- | ---------------------- | ------------------- | ----------------------- |
| 1976 | -                      | 6 088               | Censo boliviano de 1976 |
| 1992 | 15 246                 | 10 360              | Censo boliviano de 1992 |
| 2001 | 15 240                 | 9 919               | Censo boliviano de 2001 |
| 2012 | 15 641                 | 10 098              | Censo boliviano de 2012 |
| 2024 | 18 701                 |                     | Censo boliviano de 2024 |

## Economía
La principal actividad en el municipio es la cría de ganado bovino. La carne vacuna es comercializada en el mercado local, ya que el municipio cuenta con un matadero, potreros y balanzas. Asimismo este producto se comercializa en la ciudad de Santa Cruz de la Sierra. También se crían animales menores como cerdos y aves que son destinados al consumo familiar. El cultivo del maíz, yuca y hortalizas está en proceso de desarrollo, siendo los excedentes todavía reducidos. En el área urbana, la principal fuente de ingresos es el empleo en instituciones públicas y privadas.
Roboré tiene suelos fértiles, agricultura totalmente mecanizada con buen rendimiento de soya, arroz, caña de azúcar y maíz. Existen centrales de insumos agrícolas, grandes centros de acopio y complejos graneleros.

## Transporte

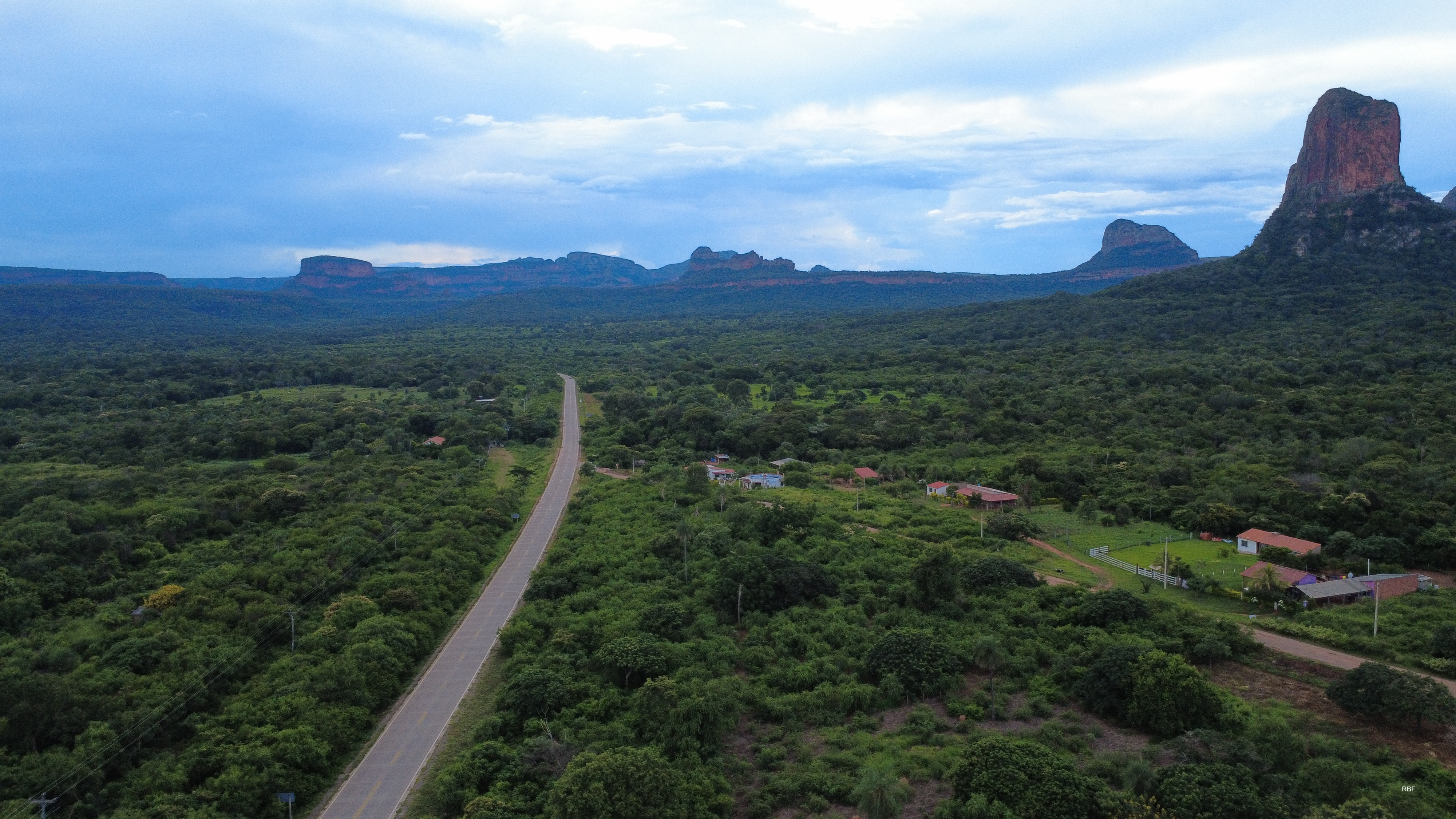
Vista de la Ruta 4 a su paso por Chochís, en el oeste del municipio de Roboré.

Roboré se encuentra a 409 kilómetros por carretera al este de Santa Cruz de la Sierra, la capital departamental.
Desde Santa Cruz, la carretera nacional pavimentada Ruta 4 conduce hacia el este a través de Cotoca, Pailón y San José de Chiquitos hasta Roboré. Desde aquí, la Ruta 4 conduce otros 203 kilómetros hasta Puerto Suárez en la frontera con Brasil. Un largo tramo de ferrocarril de vía única también pasa por Roboré, conectando Santa Cruz de la Sierra con Puerto Suárez.